# Schandpaal (Sint-Amands)

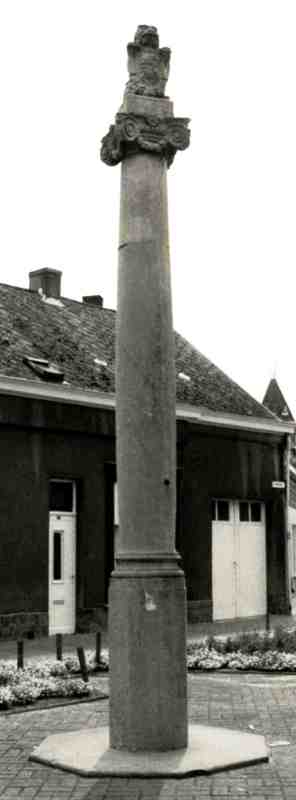
Schandpaal

De schandpaal is een monument in de Antwerpse plaats Sint-Amands dat zich bevindt op de Kerkhofdries.

## Geschiedenis
De schandpaal werd opgericht in 1772 en werd in 1849 overgebracht naar het kerkhof waar hij werd voorzien van een kruisbeeld. In 1907 werd de paal afgebroken gevonden naast het kerkhof. Hij werd weer gerestaureerd en in 1909 werd hij geplaatst op de hoek tussen Kerkstraat en Romain Steppestraat. In 1971 kwam hij op de Kerkhofdries te staan.

## Monument
De schandpaal is gemaakt van arduin en het betreft een zuil op een hoge achtkante sokkel. De zuil heeft een kapiteel in Lodewijk XVI-stijl en wordt gekroond door een gehurkte leeuw die steunt op het wapenschild van Durfort de Lorges de Duras, de toenmalige heren van Sint-Amands.
Het voetstuk, een deel van de zuil en de leeuw zijn replica's van het origineel.